# مارجوري إستيانو
مارجوري دياس دي أوليفيرا (بالبرتغالية: Marjorie Estiano‏) الشهيرة بمارجوري إستيانو (من مواليد 8 مارس 1982 في كوريتيبا، بارانا) هي ممثلة ومغنية برازيلية.
عندما أنهت دراستها، انتقلت إلى ساو باولو لتحسين قدرات التمثيل لديها، وقد درست الموسيقى هناك لمدة عامين.

## وصلات خارجية
- الموقع الرسمي (بالبرتغالية)
- Marjorie Estiano on Universal Music website (بالبرتغالية)
- Oito on Deezer website (بالبرتغالية)
- قائمة ألبوماتها دي في دي
- مارجوري إستيانو على موقع IMDb (الإنجليزية)
- مارجوري إستيانو على موقع روتن توميتوز (الإنجليزية)
- مارجوري إستيانو على موقع ألو سيني (الفرنسية)
- مارجوري إستيانو على موقع ميوزك برينز (الإنجليزية)
- مارجوري إستيانو على موقع أول ميوزيك (الإنجليزية)
- مارجوري إستيانو على موقع ديسكوغز (الإنجليزية)
- مارجوري إستيانو على موقع قاعدة بيانات الفيلم (الإنجليزية)
- مارجوري إستيانو على موقع كينوبويسك (الروسية)